# Busby Babes

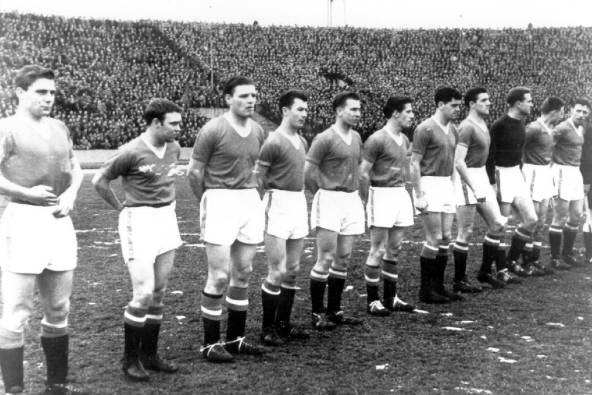
El Busby Babes el 1958 a Belgrad.

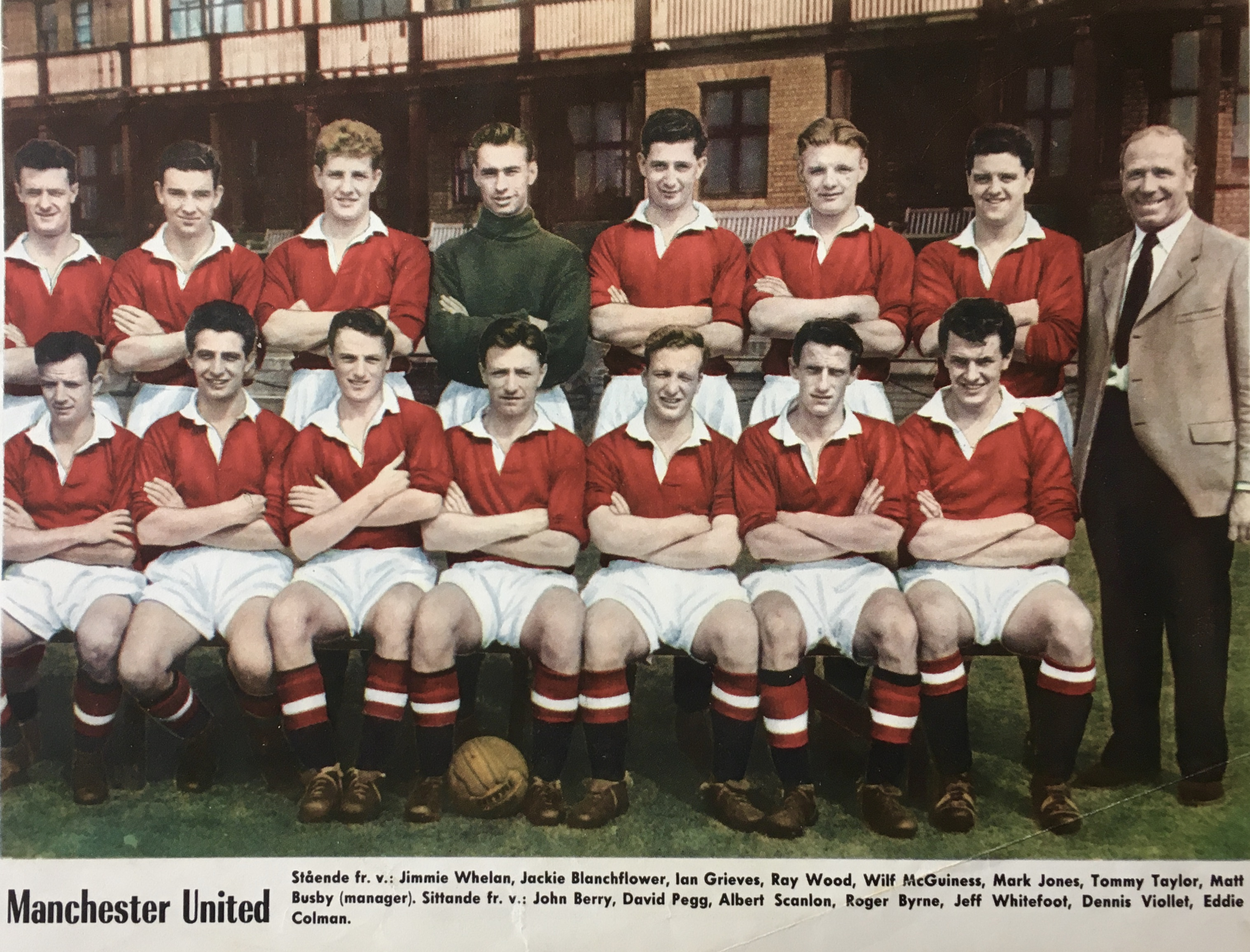
Manchester United FC el 1957 – d'esquera a dreta, dempeus: Liam Whelan, Jackie Blanchflower, Ian Greaves, Ray Wood, Wilf McGuinness, Mark Jones, Tommy Taylor, Matt Busby (entrenador); asseguts: Johnny Berry, David Pegg, Albert Scanlon, Roger Byrne, Jeff Whitefoot, Dennis Viollet i Eddie Colman.

El Busby Babes és el nom que es dona al grup de futbolistes, reclutats i entrenats pel Manchester United F.C. de Joe Armstrong, l'assistent Jimmy Murphy, que van passar de la plantilla juvenil al primer equip sota la direcció de Matt Busby des de finals dels anys quaranta i durant la dècada de 1950.
El terme va ser creat pel periodista del Manchester Evening News, Tom Jackson, el 1951. Aquests jugadors van guanyar la lliga en les temporades 1955-56 i 1956-57 amb una edat mitjana de 21 i 22 anys. respectivament.
Vuit dels jugadors, Roger Byrne (28), Eddie Colman (21), Mark Jones (24), Duncan Edwards (21), Liam Whelan (22), Tommy Taylor (26), David Pegg (22) i Geoff Bent (25), van morir al desastre aeri de Múnic, mentre que Jackie Blanchflower (24 en el moment de l'accident) i Johnny Berry (31 en el moment de l'accident) van resultar ferits fins a tal punt. que no van tornar a jugar mai més.
Altres jugadors de l'equip foren: Bill Foulkes, Kenny Morgans, Albert Scanlon, Dennis Viollet, Wilf McGuinness, John Doherty, Colin Webster, Eddie Lewis, Ray Wood i Bobby Charlton.